# 新・サラリーマンライフ
新・サラリーマンライフ（しん・サラリーマンライフ）は、1985年4月7日から1986年4月6日までNHK教育テレビで放送されたテレビ番組である。

## 概要
サラリーマンに経済産業界のホットな情報を提供すべく、1984年度まで放送されていた『サラリーマンライフ』、『ビジネスネットワーク』、『資源情報'84』を一本化した番組である。70分生放送の形式は後継番組の『ビジネスウィークリー』にも引き継がれる。

## 放送時間
日曜日 17:30 - 18:40

## 出演者
- キャスター - 梶原四郎